# Brian Fleischmann
Brian Fleischmann (Jacksonville, 8 de agosto de 1978) es un deportista estadounidense que compitió en triatlón. Ganó una medalla de oro en el Campeonato Mundial por Relevos de 2006.

## Palmarés internacional
| Campeonato Mundial por Relevos | Campeonato Mundial por Relevos | Campeonato Mundial por Relevos | Campeonato Mundial por Relevos |
| Año                            | Lugar                          | Medalla                        | Prueba                         |
| ------------------------------ | ------------------------------ | ------------------------------ | ------------------------------ |
| 2006                           | Cancún (México)                | Medalla de oro                 | Relevos                        |